# 21e étape du Tour de France 2014
Pour un article plus général, voir Tour de France 2014.
L'ultime et 21e du Tour de France 2014 s'est déroulée le dimanche 27 juillet 2014 entre Évry et Paris Champs-Élysées. L'étape est précédée en lever de rideau par une nouvelle épreuve féminine, La course by Le Tour de France, organisée par ASO.

## Parcours

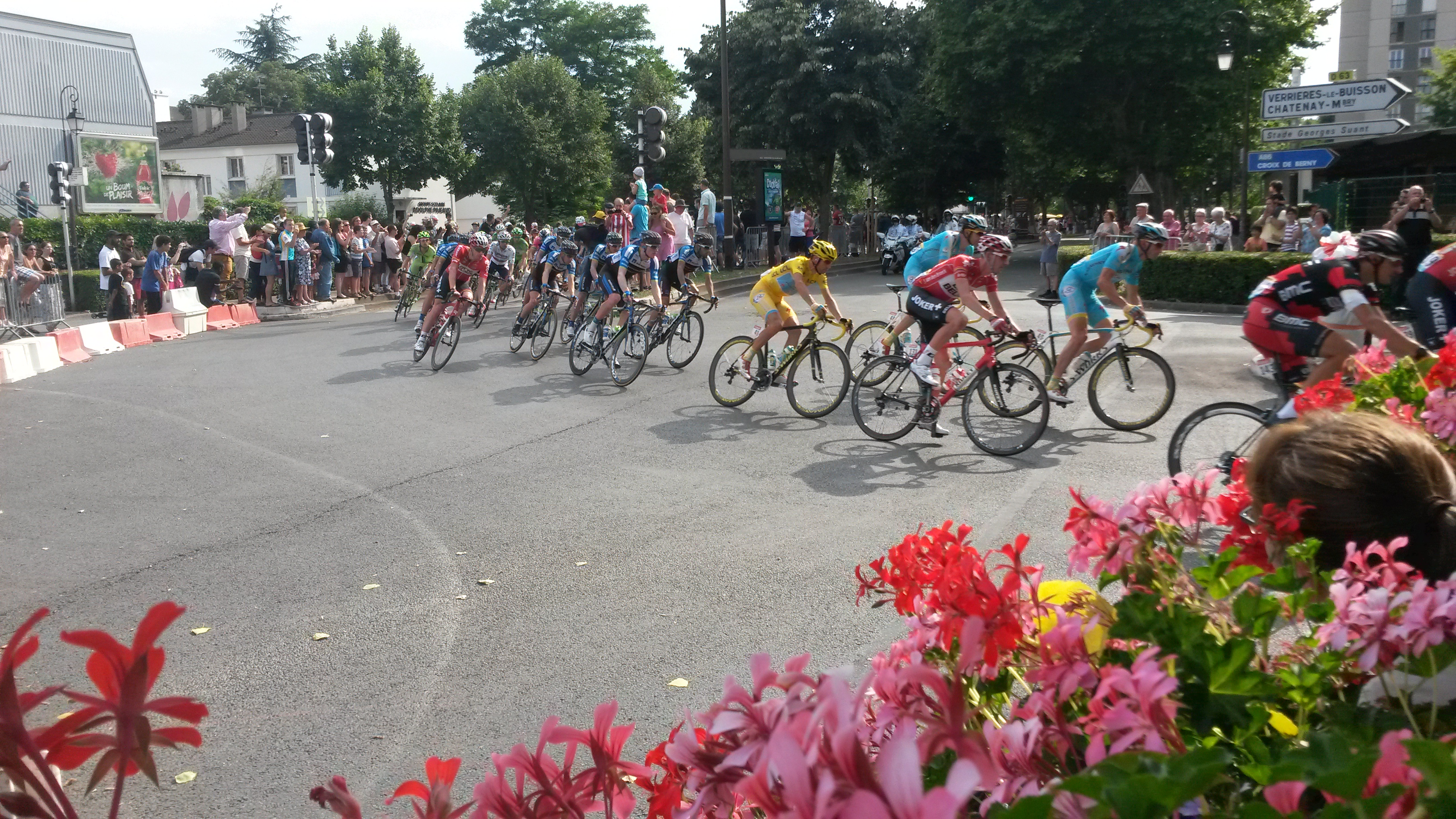
Les coureurs de l'équipe Astana passent à Antony à 17h32.

Cette étape de 137,5 km comporte une unique difficulté répertoriée pour le Grand Prix de la montagne, la côte de Briis-sous-Forges, classée en 4e catégorie. Elle constitue la dernière ascension de cette 101e édition. Un parcours de 83 km qui débute à travers le département de l'Essonne que les coureurs quittent à Verrières-le-Buisson pour traverser le sud du département des Hauts-de-Seine.
Les coureurs de l'équipe Astana sont en tête à Antony. La course rejoint Paris pour le départ réel de l'entrée du circuit traditionnel des Champs-Élysées. Le sprint intermédiaire y est jugé au km 91, soit 1 km après le second passage sur la ligne d'arrivée.

## Déroulement de la course

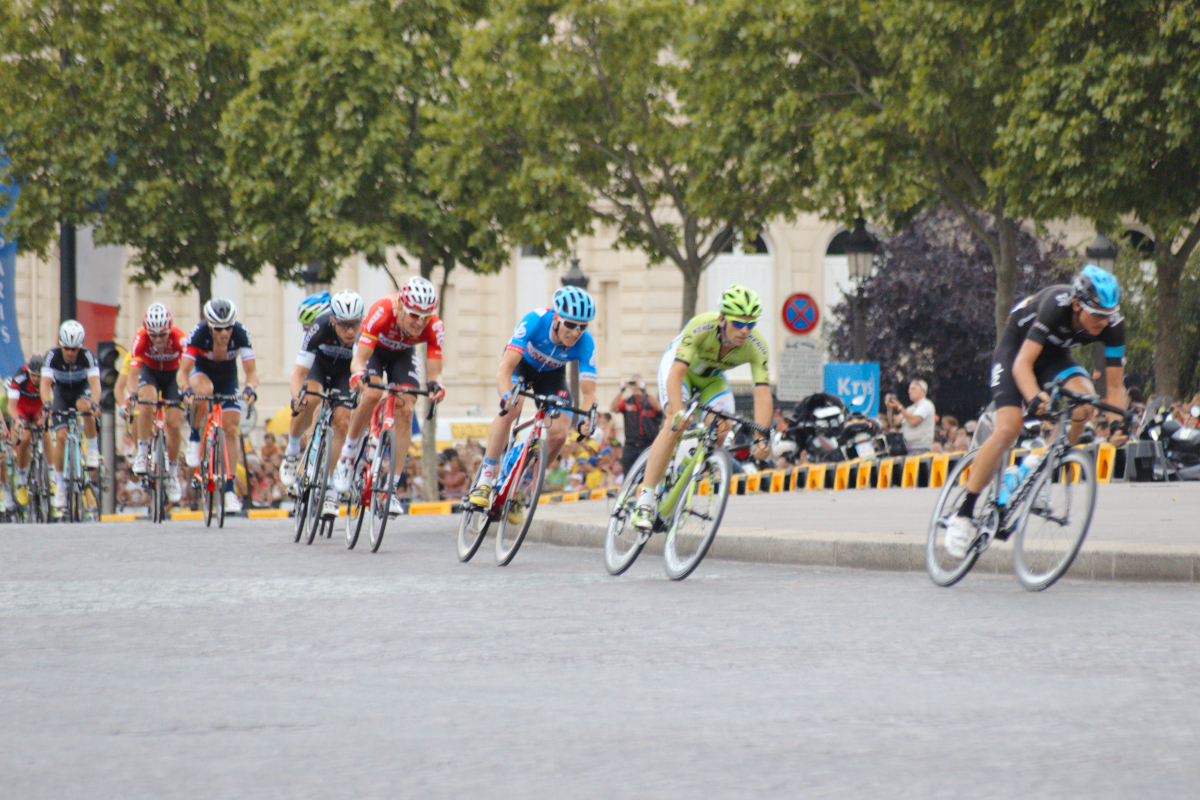
Le peloton au pied de l'Arc de Triomphe

Le début de l'étape se fait très tranquillement, l'allure s'accélère seulement aux portes de Paris. Au premier passage des Champs-Élysées, Sylvain Chavanel (IAM) attaque seul quelques kilomètres, puis au tour de Jens Voigt (Trek Factory Racing). Une seule échappée compta 30 secondes d'avance, elle est formée de Richie Porte (Sky), Michael Mørkøv (Tinkoff-Saxo), José Serpa (Lampre-Merida) et Armindo Fonseca (Bretagne-Séché Environnement). Richie Porte essaya de relancer l'échappée à 5 kilomètres mais il est rattrapé par les équipes de sprinteurs. Au sprint final, Marcel Kittel passe devant Kristoff. 

Jean-Christophe Péraud (AG2R La Mondiale) a chuté au deuxième passage des Champs-Élysées sans gravité.

## Résultats

### Classement de l'étape
| Classement de la 21e étape | Classement de la 21e étape | Classement de la 21e étape | Classement de la 21e étape   | Classement de la 21e étape |
|                            | Coureur                    | Pays                       | Équipe                       | Temps                      |
| -------------------------- | -------------------------- | -------------------------- | ---------------------------- | -------------------------- |
| 1er                        | Marcel Kittel              | Allemagne                  | Giant-Shimano                | en 3 h 20 min 50 s         |
| 2e                         | Alexander Kristoff         | Norvège                    | Katusha                      | m.t                        |
| 3e                         | Ramūnas Navardauskas       | Lituanie                   | Garmin-Sharp                 | m.t                        |
| 4e                         | André Greipel              | Allemagne                  | Lotto-Belisol                | m.t                        |
| 5e                         | Mark Renshaw               | Australie                  | Omega Pharma-Quick Step      | m.t                        |
| 6e                         | Bernhard Eisel             | Autriche                   | Sky                          | m.t                        |
| 7e                         | Bryan Coquard              | France                     | Europcar                     | m.t                        |
| 8e                         | Alessandro Petacchi        | Italie                     | Omega Pharma-Quick Step      | m.t                        |
| 9e                         | Peter Sagan                | Slovaquie                  | Cannondale                   | m.t                        |
| 10e                        | Romain Feillu              | France                     | Bretagne-Séché Environnement | m.t                        |
| modifier                   |                            |                            |                              |                            |

### Points attribués
| Sprint intermédiaire en haut des Champs-Élysées (km 91) | Sprint intermédiaire en haut des Champs-Élysées (km 91) | Sprint intermédiaire en haut des Champs-Élysées (km 91) | Sprint intermédiaire en haut des Champs-Élysées (km 91) | Sprint intermédiaire en haut des Champs-Élysées (km 91) |
| ------------------------------------------------------- | ------------------------------------------------------- | ------------------------------------------------------- | ------------------------------------------------------- | ------------------------------------------------------- |
|                                                         | Coureur                                                 | Pays                                                    | Équipe                                                  | Point(s)                                                |
| 1er                                                     | Jens Voigt                                              | Allemagne                                               | Trek Factory Racing                                     | 20                                                      |
| 2e                                                      | Michael Albasini                                        | Suisse                                                  | Orica-GreenEDGE                                         | 17                                                      |
| 3e                                                      | Geraint Thomas                                          | Royaume-Uni                                             | Sky                                                     | 15                                                      |
| 4e                                                      | Luis Ángel Maté                                         | Espagne                                                 | Cofidis                                                 | 13                                                      |
| 5e                                                      | Lars Ytting Bak                                         | Danemark                                                | Lotto-Belisol                                           | 11                                                      |
| 6e                                                      | Lars Boom                                               | Pays-Bas                                                | Belkin                                                  | 10                                                      |
| 7e                                                      | Christopher Horner                                      | États-Unis                                              | Lampre-Merida                                           | 9                                                       |
| 8e                                                      | Sebastian Langeveld                                     | Pays-Bas                                                | Garmin-Sharp                                            | 8                                                       |
| 9e                                                      | Luke Durbridge                                          | Australie                                               | Orica-GreenEDGE                                         | 7                                                       |
| 10e                                                     | Marcel Sieberg                                          | Allemagne                                               | Lotto-Belisol                                           | 6                                                       |
| 11e                                                     | Andriy Grivko                                           | Ukraine                                                 | Astana                                                  | 5                                                       |
| 12e                                                     | Lieuwe Westra                                           | Pays-Bas                                                | Astana                                                  | 4                                                       |
| 13e                                                     | Maxim Iglinskiy                                         | Kazakhstan                                              | Astana                                                  | 3                                                       |
| 14e                                                     | Alessandro Vanotti                                      | Italie                                                  | Astana                                                  | 2                                                       |
| 15e                                                     | Michele Scarponi                                        | Italie                                                  | Astana                                                  | 1                                                       |
| modifier                                                |                                                         |                                                         |                                                         |                                                         |

| Classement de l'étape | Classement de l'étape | Classement de l'étape | Classement de l'étape        | Classement de l'étape |
| --------------------- | --------------------- | --------------------- | ---------------------------- | --------------------- |
|                       | Coureur               | Pays                  | Équipe                       | Point(s)              |
| 1er                   | Marcel Kittel         | Allemagne             | Giant-Shimano                | 45                    |
| 2e                    | Alexander Kristoff    | Norvège               | Katusha                      | 35                    |
| 3e                    | Ramūnas Navardauskas  | Lituanie              | Garmin-Sharp                 | 30                    |
| 4e                    | André Greipel         | Allemagne             | Lotto-Belisol                | 26                    |
| 5e                    | Mark Renshaw          | Australie             | Omega Pharma-Quick Step      | 22                    |
| 6e                    | Bernhard Eisel        | Autriche              | Sky                          | 20                    |
| 7e                    | Bryan Coquard         | France                | Europcar                     | 18                    |
| 8e                    | Alessandro Petacchi   | Italie                | Omega Pharma-Quick Step      | 16                    |
| 9e                    | Peter Sagan           | Slovaquie             | Cannondale                   | 14                    |
| 10e                   | Romain Feillu         | France                | Bretagne-Séché Environnement | 12                    |
| 11e                   | Daniele Bennati       | Italie                | Tinkoff-Saxo                 | 10                    |
| 12e                   | Arnaud Démare         | France                | FDJ.fr                       | 8                     |
| 13e                   | Greg Van Avermaet     | Belgique              | BMC Racing                   | 6                     |
| 14e                   | Adrien Petit          | France                | Cofidis                      | 4                     |
| 15e                   | Sep Vanmarcke         | Belgique              | Belkin                       | 2                     |
| modifier              |                       |                       |                              |                       |

### Cols et côtes
| \| Côte de Briis-sous-Forges (km 31) 4e catégorie \| Côte de Briis-sous-Forges (km 31) 4e catégorie \| Côte de Briis-sous-Forges (km 31) 4e catégorie \| Côte de Briis-sous-Forges (km 31) 4e catégorie \| Côte de Briis-sous-Forges (km 31) 4e catégorie \| \| ---------------------------------------------- \| ---------------------------------------------- \| ---------------------------------------------- \| ---------------------------------------------- \| ---------------------------------------------- \| \| \| Coureur \| Pays \| Équipe \| Point(s) \| \| 1er \| Dmitriy Gruzdev \| Kazakhstan \| Astana \| 1 \| \| modifier \| \| \| \| \| |                 |            |        |          |
| Côte de Briis-sous-Forges (km 31) 4e catégorie |                 |            |        |          |
| | Coureur         | Pays       | Équipe | Point(s) |
| 1er | Dmitriy Gruzdev | Kazakhstan | Astana | 1        |
| modifier |                 |            |        |          |

## Classements à l'issue de l'étape

### Classement général
| Classement général | Classement général     | Classement général | Classement général  | Classement général |
|                    | Coureur                | Pays               | Équipe              | Temps              |
| ------------------ | ---------------------- | ------------------ | ------------------- | ------------------ |
| 1er                | Vincenzo Nibali        | Italie             | Astana              | en 89 h 59 min 6 s |
| 2e                 | Jean-Christophe Péraud | France             | AG2R La Mondiale    | + 7 min 37 s       |
| 3e                 | Thibaut Pinot          | France             | FDJ.fr              | + 8 min 15 s       |
| 4e                 | Alejandro Valverde     | Espagne            | Movistar            | + 9 min 40 s       |
| 5e                 | Tejay van Garderen     | États-Unis         | BMC Racing          | + 11 min 24 s      |
| 6e                 | Romain Bardet          | France             | AG2R La Mondiale    | + 11 min 26 s      |
| 7e                 | Leopold König          | Tchéquie           | NetApp-Endura       | + 14 min 32 s      |
| 8e                 | Haimar Zubeldia        | Espagne            | Trek Factory Racing | + 17 min 57 s      |
| 9e                 | Laurens ten Dam        | Pays-Bas           | Belkin              | + 18 min 11 s      |
| 10e                | Bauke Mollema          | Pays-Bas           | Belkin              | + 21 min 15 s      |
| modifier           |                        |                    |                     |                    |

### Classement par points
| Classement par points | Classement par points | Classement par points | Classement par points | Classement par points |
| --------------------- | --------------------- | --------------------- | --------------------- | --------------------- |
|                       | Coureur               | Pays                  | Équipe                | Point(s)              |
| 1er                   | Peter Sagan           | Slovaquie             | Cannondale            | 431 points            |
| 2e                    | Alexander Kristoff    | Norvège               | Katusha               | 282 pts               |
| 3e                    | Bryan Coquard         | France                | Europcar              | 271 pts               |
| modifier              |                       |                       |                       |                       |

### Classement du meilleur grimpeur
| Classement du meilleur grimpeur | Classement du meilleur grimpeur | Classement du meilleur grimpeur | Classement du meilleur grimpeur | Classement du meilleur grimpeur |
| ------------------------------- | ------------------------------- | ------------------------------- | ------------------------------- | ------------------------------- |
|                                 | Coureur                         | Pays                            | Équipe                          | Point(s)                        |
| 1er                             | Rafał Majka                     | Pologne                         | Tinkoff-Saxo                    | 181 points                      |
| 2e                              | Vincenzo Nibali                 | Italie                          | Astana                          | 168 pts                         |
| 3e                              | Joaquim Rodríguez               | Espagne                         | Katusha                         | 112 pts                         |
| modifier                        |                                 |                                 |                                 |                                 |

### Classement du meilleur jeune
| Classement général du meilleur jeune | Classement général du meilleur jeune | Classement général du meilleur jeune | Classement général du meilleur jeune | Classement général du meilleur jeune |
|                                      | Coureur                              | Pays                                 | Équipe                               | Temps                                |
| ------------------------------------ | ------------------------------------ | ------------------------------------ | ------------------------------------ | ------------------------------------ |
| 1er                                  | Thibaut Pinot                        | France                               | FDJ.fr                               | en 90 h 7 min 21 s                   |
| 2e                                   | Romain Bardet                        | France                               | AG2R La Mondiale                     | + 3 min 11 s                         |
| 3e                                   | Michał Kwiatkowski                   | Pologne                              | Omega Pharma-Quick Step              | + 1 h 13 min 40 s                    |
| modifier                             |                                      |                                      |                                      |                                      |

### Classement par équipes
| Classement par équipes | Classement par équipes | Classement par équipes | Classement par équipes |
|                        | Équipe                 | Pays                   | Temps                  |
| ---------------------- | ---------------------- | ---------------------- | ---------------------- |
| 1re                    | AG2R La Mondiale       | France                 | en 270 h 27 min 2 s    |
| 2e                     | Belkin                 | Pays-Bas               | + 34 min 46 s          |
| 3e                     | Movistar               | Espagne                | + 1 h 6 min 10 s       |
| modifier               |                        |                        |                        |